# Le bonheur est dans le pré
 (juillet 2025).
Si vous disposez d'ouvrages ou d'articles de référence ou si vous connaissez des sites web de qualité traitant du thème abordé ici, merci de compléter l'article en donnant les références utiles à sa vérifiabilité et en les liant à la section « Notes et références ».
Pour les articles homonymes, voir Le bonheur est dans le pré (homonymie).
Pour plus de détails, voir Fiche technique et Distribution.
Le bonheur est dans le pré est un film français réalisé par Étienne Chatiliez sorti en 1995. Le film raconte l'histoire d'un chef d'entreprise qui profite de son incroyable ressemblance avec un homme disparu depuis vingt-six ans pour prendre sa place et fuir ses problèmes.

## Synopsis
Chef d'entreprise à Dole, Francis Bergeade n'a pas une vie réjouissante : tourmenté par les employées de son usine de sièges de toilettes qui menacent de faire grève régulièrement, en butte à un contrôle fiscal, tenu pour quantité négligeable par son épouse, Nicole, et par sa fille, symboles d'une bourgeoisie provinciale, qui ne songent qu'à faire des dépenses inconsidérées, il n'a comme joie dans la vie que les moments passés au restaurant Le Bon Laboureur avec son meilleur ami, Gérard, le concessionnaire automobile de Dole. Ce dernier l'appelle affectueusement « Lapin ».
Les tracas s'accumulent tant qu'il finit par en faire un malaise vagal. Hospitalisé, c'est pendant sa convalescence que se produit l'imprévisible : une fermière, Dolorès Thivart, et ses deux filles, venues de Condom, dans le Gers, participent à une émission de télévision pour retrouver leur mari et père, un certain Michel Thivart, disparu vingt-six ans plus tôt… Or, Francis est le sosie parfait de Michel Thivart ! Alors, est-ce lui ou n'est-ce pas lui ? Francis commence par nier, mais ni sa femme ni les médias ne le croient. Poussé par Gérard et voyant sa vie devenir un enfer, Francis décide de faire croire qu'il est bien le disparu.
À sa grande surprise et en dépit de plusieurs évidences, Dolorès le reconnaît et l'accepte. Commence alors pour Francis, devenu Michel, une vie plaisante, simple, entouré d'une famille aimante. Dans le même temps, sa femme, sa fille et son gendre héritent de tous ses problèmes et, après l'avoir rejeté, finissent par implorer son aide. À cette occasion, Francis découvre la fortune cachée de Michel et s'en sert pour sauver son entreprise. Torturé par sa conscience, il avoue alors à Dolorès son imposture. Cette dernière lui répond qu'elle l'a toujours su, mais qu'elle l'a accepté pour faire plaisir à sa famille et qu'elle le préfère au vrai Michel, un gangster violent. Francis et Gérard — qui entre-temps a « repris en main » Nicole, ce qui semble convenir aussi bien à Francis qu'à cette dernière — mènent leur enquête et finissent par découvrir ce qui est arrivé au vrai Michel : après un ultime braquage qui a mal tourné, il est tombé au fond d'un puits en tentant de faire disparaître des éléments compromettants. Francis, Dolorès et Nicole décident d'un commun accord de ne rien dire à leurs enfants respectifs et d'accepter chacun sa nouvelle vie.

## Fiche technique
- Titre : Le bonheur est dans le pré
- Titre anglais : Happiness Is in the Field (États-Unis)
- Réalisation : Étienne Chatiliez
- Scénario : Florence Quentin
- Photographie : Philippe Welt
- Direction artistique : Stéphane Makedonsky
- Distribution des rôles : Richard Rousseau
- Décors : Denis Barbier
- Costumes : Édith Vesperini
- Maquillage : Jean-Charles Bachelier, Jasmine Nakache et Pascale Bouquière
- Coiffures : Lolita Avellanas et Agathe Moro
- Montage : Anne Lafarge
- Son : Jean Umansky et François Groult
- Musique : Pascal Andreacchio
- Production : Charles Gassot
- Sociétés de production : France 2 Cinéma, France 3 Cinéma, Canal+ Les Productions du Champ Poirier et Téléma
- Société de distribution : Bac Films (sortie en salles), Studiocanal (vidéo)
- Format : couleur — 35 mm — 1,85:1 (Panavision) — son Dolby Digital
- Budget : 10,2 millions €[1]
- Genre : comédie
- Pays :  France
- Langue originale : français
- Durée : 106 minutes
- Dates de sortie : 
  - France : 6 décembre 1995
  - Royaume-Uni : 29 novembre 1996
  - États-Unis : 31 janvier 1997

## Distribution

### Famille Bergeade
- Michel Serrault : Francis Bergeade, usurpant l'identité de Michel Thivart
- Sabine Azéma : Nicole Bergeade, la femme de Francis
- Alexandra London : Géraldine Bergeade, la fille de Francis et Nicole

### Famille Thivart
- Carmen Maura : Dolorès Thivart
- Virginie Darmon : Françoise « Puce[2] » Thivart
- Guilaine Londez : Sylvie « Zig[3] » Thivart

### Usine Bergeade
- François Morel : Pouillaud, comptable de l'usine
- Yolande Moreau : Lucette, une ouvrière
- Isabelle Nanty : une ouvrière
- Seloua Hamse : Yasmina, une ouvrière syndicaliste
- Gilles Treton : le délégué CGT

### Emission «Où es-tu?»
- Roger Gicquel : Charles, le présentateur de l'émission « Où es-tu ? »
- Annie Lemoine : Marie-Sophie, la voix off de l'émission « Où es-tu ? »
- Patrick Bouchitey : Jean-Paul « J.-P. » Delépine
- Serge Hazanavicius : Alexis Legoff
- Didier Marlay : Silhouette dans l'émission « Où es-tu ? »

### Autres
- Eddy Mitchell : Gérard Thulliez, le copain de Francis et concessionnaire automobile
- Olivier Saladin : le client à la R18 au garage de Gérard
- Daniel Russo : André, le patron de l'hôtel-restaurant Le Bon Laboureur
- Catherine Jacob : Louise, la femme d'André
- Christophe Kourotchkine : Rémi
- Éric Cantona : Lionel
- Joël Cantona : Nono
- Jean Bousquet : le père Léonard
- Karine Zulick : Lison, l'infirmière

## Distinctions

### César
| Récompense                                 | Personne          | Reçue ? |
| ------------------------------------------ | ----------------- | ------- |
| Meilleur film                              | Étienne Chatiliez |         |
| Meilleur réalisateur                       | Étienne Chatiliez |         |
| Meilleur scénario - Original ou adaptation | Florence Quentin  |         |
| Meilleure actrice                          | Sabine Azéma      |         |
| Meilleur acteur dans un second rôle        | Eddy Mitchell     | Oui     |
| Meilleure actrice dans un second rôle      | Carmen Maura      |         |

## Autour du film
- Le tournage s'est déroulé dans les départements des Pyrénées-Atlantiques, du Jura, du Rhône, de l'Ain, de la Loire, et du Gers, notamment à Biran et à Vic-Fezensac, à une trentaine de kilomètres au nord-ouest d'Auch. Durant deux mois, de mai à juillet 1995, les équipes du film ont investi divers lieux de ce département du sud-ouest.
- En 1994, Étienne Chatiliez, déjà connu pour ses films La vie est un long fleuve tranquille et Tatie Danielle, est venu dans le Gers afin de trouver un marché typique de la région pour son prochain film. Il avait déjà parcouru la Dordogne et les Landes mais n'avait pas trouvé son bonheur. Il voulait tourner dans un pays où l'on fait du foie gras. Comme il venait en vacances à Condom quand il était enfant, il a pensé au Gers.
- C'est à l'origine Jean Carmet qui devait assurer le rôle principal. Comme il est mort avant le tournage, c'est son ami Michel Serrault qui le remplace au pied levé.
- Le poème Le Bonheur de Paul Fort a inspiré le titre du film. Il commence ainsi : « Le bonheur est dans le pré. Cours-y vite, cours-y vite. Le bonheur est dans le pré. Cours-y vite. Il va filer. »
- Très myope, Eddy Mitchell n'a pas le permis de conduire ;  ce qui lui a posé un problème pour les scènes dans lesquelles son personnage conduit un véhicule. Une voiture spéciale a donc été conçue pour l'occasion, Eddy Mitchell faisant semblant de conduire alors qu'un cascadeur pilotait, caché dans le compartiment moteur.
- Le film d'épouvante que regardent les filles de Dolores et leurs compagnons est Vibroboy, un court métrage de Jan Kounen.

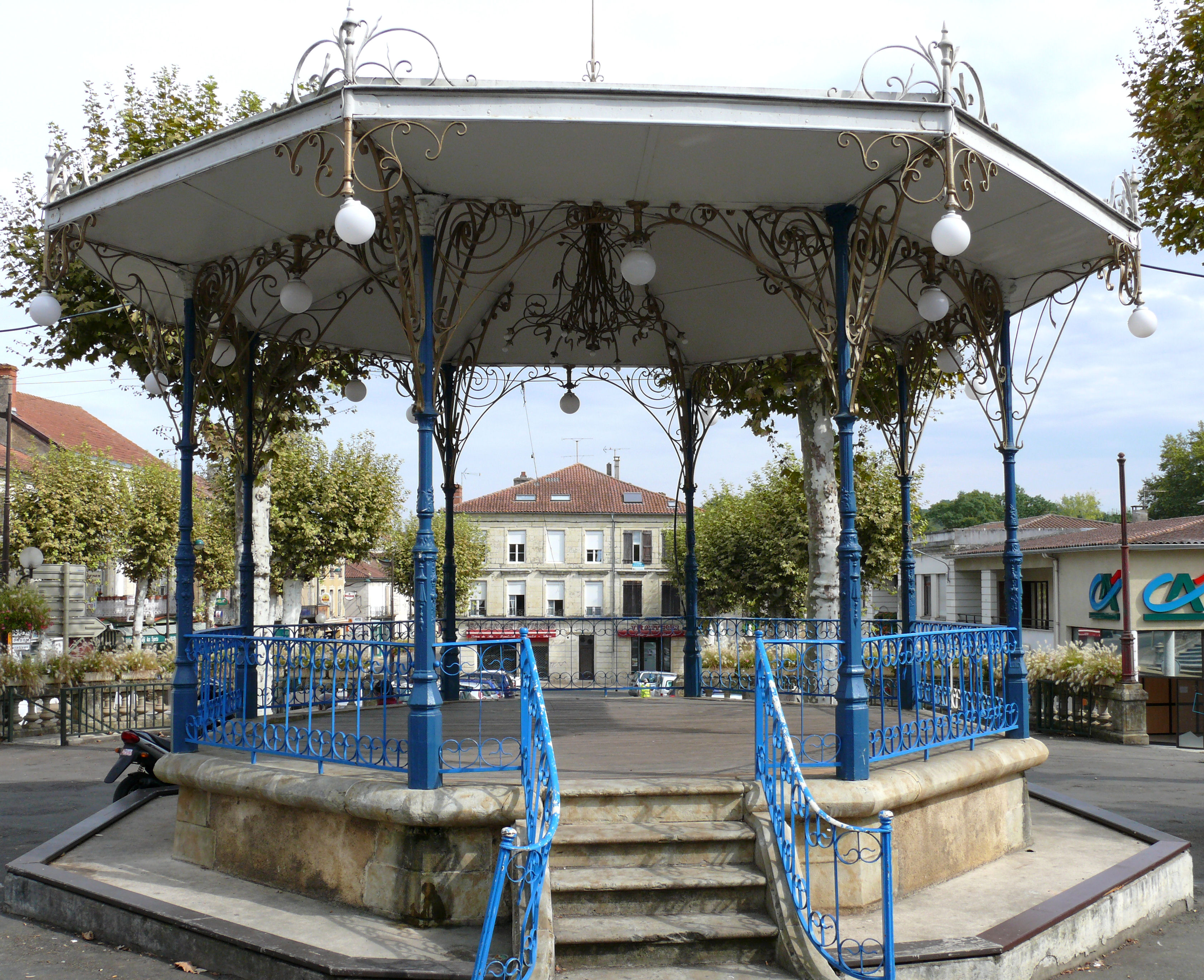
Le kiosque à musique sur la place de la mairie où la scène du marché sous les arcades, avec Michel Serrault tenant un stand de vente de canard avec sa nouvelle famille gersoise, a été tournée.

- La scène du marché sous les arcades où Michel Serrault tient un stand de vente de canard avec sa nouvelle famille gersoise a été tournée sur la place de la mairie à Vic-Fezensac. Une grue avait été installée sur cette place afin de tourner durant une seule journée. Les commerçants locaux et des figurants ont participé à cette scène pour retranscrire la douceur de vivre rurale et la vie du village, avec des étals et des gens authentiques.
- La scène de bistrot, au zinc duquel Eddy Mitchell et Michel Serrault enchaînent les verres, a été tournée au café des sports de Vic-Fezensac,
- La ferme du film et les décors naturels alentour ont été filmés à Biran, à 10 kilomètres de Vic-Fezensac (Gers). Étienne Chatiliez cherchait une ferme typique qui domine la campagne. Pour cela, il a vu près de 300 maisons mais il n'était jamais satisfait. Il a finalement choisi une ferme typique appartenant à des Anglais, pour y installer son personnage principal incarné par Michel Serrault.
- Le décor extérieur du restaurant où Francis rencontre Dolores est à Eauze (Gers).
- C'est dans la région de Tarare (Rhône) — on reconnaît nettement son imposant viaduc ferroviaire — et à Roanne (Loire) dans le restaurant étoilé Troisgros que furent tournées certaines séquences du film.
- Le restaurant " au gai laboureur" où Serrault fait un malaise est situé à Châtillon-sur-Chalaronne. Plusieurs scènes de retrouvailles arrosées s'y déroulent.
- Le film marque les retrouvailles entre Michel Serrault et Eddy Mitchell, onze ans après À mort l'arbitre et deux ans après Ville à vendre, tous deux réalisés par Jean-Pierre Mocky.
- Quand « Michel » lit les coupures de presse que Dolorès lui a remises, il est possible de lire le nom « Claude Moine » (vrai nom d'Eddy Mitchell) dans l'un des articles.
- Le titre du film inspire le titre de l'émission de téléréalité L'amour est dans le pré.
- C'est le premier rôle d'Éric Cantona au cinéma.
- L'émission Où es-tu ? est inspirée de l'émission réelle Perdu de vue.
- Une petite polémique est née lors de la sortie du film. En effet, la production avait placé le panneau de Condom à l'entrée du village de Vic-Fezensac afin d'amuser le public anglophone, « condom » signifiant « préservatif » en anglais. Le spectateur se croyait donc à Condom, alors qu'il était à Vic. Les Condomois étaient agacés puisqu'aucune scène n'avait été tournée chez eux. Et pour les Vicois, c'était l'inverse. Des scènes s'étaient déroulées dans leur village, mais on n'entendait jamais le nom de Vic-Fezensac.
- Les acteurs dont Eddy Mitchell, césar du meilleur second rôle, Sabine Azéma et les frères Cantona, résidaient à l'Hôtel de France à Auch où officiait le chef étoilé André Daguin, prophète du foie gras poêlé.